# Sotto voce
Sotto voce; pronunciación en italiano: /ˈsotto ˈvoːtʃe/: pronunciación en italiano: /ˈsotto ˈvoːtʃe/, literalmente "bajo la voz") significa bajar intencionadamente la voz para enfatizar. En español se suele utilizar también la expresión hablar entre dientes. El hablante da la impresión de pronunciar involuntariamente una verdad que puede sorprender u ofender. Galileo Galilei en su probablemente apócrifa enunciación "Eppur si muove" ("Empero, [la Tierra] se mueve"), mientras hablaba de su teoría heliocéntrica, es un ejemplo de enunciación sotto voce.[cita requerida]

## Usos

### Derecho
En derecho, "sotto voce" en una transcripción indica una conversación oída por debajo de las capacidades del transcriptor.

### Teatro, literatura y retórica
En teatro, literatura, y retórica, sotto voce suele denotar el énfasis logrado por bajar la voz en vez de levantarla, efecto similar al proporcionado por un aparte. Por ejemplo, en Capítulo 4 de Jane Eyre, Charlotte Brontë usa el término sotto voce para describir la forma en que Mrs. Reed habla luego de discutir con Jane:

'I am not your dear; I cannot lie down. Send me to school soon, Mrs. Reed, for I hate to live here.'
'I will indeed send her to school soon,' murmured Mrs. Reed, sotto voce; and gathering up her work, she abruptly quitted the apartment.
Jane Eyre

### Música
En música, sotto voce es una disminución dramática del volumen de la voz o un instrumento.